# Ahmed Awad
Ahmed Awad Ahmed Abu Al-Khair (arab. أحمد عوض احمد ابو الخير ;ur. 1 stycznia 1987) – egipski judoka. Olimpijczyk z Londynu 2012, gdzie zajął dziewiąte miejsce wadze półlekkiej.
Uczestnik mistrzostw świata w 2005, 2007 i 2009. Startował w Pucharze Świata w latach 2006 i 2008-2010. Złoty medalista igrzysk afrykańskich w 2011. Zdobył trzy medale mistrzostw Afryki w latach 2011 - 2013. Srebrny medalista igrzysk śródziemnomorskich w 2009 roku.

## Letnie Igrzyska Olimpijskie 2012
| Konkurencja | Eliminacje              | Eliminacje             | Klas. końcowa |
| Konkurencja | Przeciwnik I            | Przeciwnik II          | Miejsce       |
| ----------- | ----------------------- | ---------------------- | ------------- |
| 66 kg       | Humaid Al-Derei (UAE) Z | Tərlan Kərimov (AZE) P | 9.            |